# Lauren Silver
Lauren Amanda Silver (sinh ngày 22 tháng 3 năm 1993) là một cầu thủ bóng đá người Jamaica gốc Mỹ, chơi ở vị trí tiền vệ cho đội tuyển quốc gia Jamaica.

## Đầu đời
Silver sinh ra ở Miami, Florida, vào ngày 22 tháng 3 năm 1993. Cha mẹ cô đều là vận động viên marathon, trong khi chị gái cô cũng chơi bóng đá và khuyến khích cô tham gia môn thể thao này. Cô theo học trường Di sản Mỹ ở Delray Beach, Florida, nơi cô giành Giải vô địch bóng đá Bang vào năm 2010 và 2011. Cô tham gia Chương trình phát triển Olympic bóng đá trẻ Hoa Kỳ năm 2008.

## Sự nghiệp

### Trường đại học
Từ năm 2011 đến 2014, Silver tham dự Đại học Florida và chơi trong đội bóng đá nữ Florida Gators.

### Câu lạc bộ
Silver gia nhập Houston Dash của Liên đoàn bóng đá nữ quốc gia (NWSL) với tư cách là cầu thử thử việc trong danh sách trước mùa giải 2015 của họ. Sau khi kết thúc mùa giải, cô ký hợp đồng với đội bóng Bollstanäs ở Thụy Điển. Sau đó, cô gia nhập một đội NWSL khác, FC Kansas City, tham gia đội hình trước mùa giải 2016 của họ. Cô chơi cho FC Metz, thi đấu bốn lần trong màu áo của đội bóng Féminine Division 1 của Pháp, trước khi gia nhập đội bóng Thành phố Glasgow đang chơi cho Giải Ngoại hạng Scotland vào tháng 3 năm 2017. Cô rời câu lạc bộ hai tháng sau đó và bị chấn thương.

### Quốc tế
Mặc dù sinh ra ở Hoa Kỳ, Silver đủ điều kiện để đại diện cho Jamaica thông qua ông ngoại của cô. Cô chính thức thi đấu quốc tế trong màu áo của đội tuyển bóng đá nữ Jamaica chơi tại Giải vô địch nữ CONCACAF 2014.